# Anjou Margit (opera)
Az Anjou Margit Giacomo Meyerbeer 1820. november 14-én, a milánói, Teatro alla Scala operaházban bemutatott darabja, a szerző első nagy sikerű alkotása. Magyarországon a darabot 1832-ben vitte először színre a Pesti Német Színház német nyelven.

## Az opera története
Az Anjou Margit Meyerbeer első nagy sikert aratott operája. A darab egy véletlen folytán készült el, ugyanis a szerző eredetileg Mercadante Francesco da Rimini című szövegkönyvének a megzenésítésére kötött szerződést a milánói Scala-val. Csakhogy a cenzúrának nem tetszett a történet alap konfliktusa: a testvérek szerelem féltésén alapult vitája, majd egyikük, másikuk általi megölése. Döntésüket azzal indokolták, hogy a történet nem színpadra képes, igaz később Feliciano Strepponi mégis megzenésítette a librettót. Meyerbeer tehát hoppon maradt, de égető szüksége volt egy megzenésíthető szövegkönyvre, így vették elő Felice Romanival Anjou Margit történetét.
Az opera ősbemutatója hatalmas sikert aratott. Hamar meghódította az itáliai operaszínpadokat, majd hamarosan európai diadalútra indult, sőt, 1847-ben francia szöveggel, New Orleans városában is színre vitték.

## A történelmi igazság a szereplőkről
Az opera főszereplői a valóságban is létezett történeti személyek. VI. Henrik az utolsó angol király, aki még a Lancaster-dinasztia tagjai közül került ki. Csapatai a százéves háború végén VII. Károly francia király seregétől döntő vereséget szenvedett. A háború elvesztése után Angliában kaotikus állapotok alakultak ki: az udvar kegyencei fosztogatták a népet, állandósultak az arisztokráciai helyi összecsapásai, fokozatosan emelkedtek az adóterhek. Ez végül nyílt lázadáshoz vezetett. A szervezkedést Richard yorki herceg vezette, aki elesett egy csatában. Ekkor a vezetést fia, Edward vette át, aki végül legyőzte VI. Henriket, megfosztotta a trónjától és saját magát kiáltotta ki uralkodóvá. Henrik Skóciába menekült. A család két ága York és Lancaster egyaránt III. Edwardtól származtatta magát és természetesen mindketten igényt tartottak a trónra. Így robbant ki a rózsák háborúja (mindegyik család jelképe egy-egy rózsa volt). 1470 körül úgy látszott, hogy Henriknek sikerül visszaszerezni trónját. Azonban a következő évben a tewkesburyi csatában vereséget szenvedett. Őt és fiát kivégezték, feleségét, Anjou Margitot (aki férjét erősen befolyásolta döntéseiben) elfogták.
Az opera cselekménye, mint annyi más Meyerbeer opera esetében, ebben az esetben sem igazodik a történelmi tényekhez. A történet szerint VI. Henrik már azelőtt meghalt, hogy Richard elesett volna. Margit egyedül gyakorolja a hatalmat és száll szembe a trónkövetelővel. A cselekmény két szála ebbe az alapszituációba ágyazódik bele. Lavarenne herceg felesége, Isaura, és a királynő körül szerelmi bonyodalom szövődik, miközben a királyi csapatoktól méltatlanul elűzött, a trónhoz egész életében hűséges tábornok, szembefordul új gazdájával, hogy megmentse a királynőt.

## Az opera szereplői és helyszínei
| Szereplő                                            | Hangfekvés       |
| --------------------------------------------------- | ---------------- |
| Anjou Margit, VI. Henrik özvegye                    | koloratúrszoprán |
| Isaura, Lavarenne herceg felesége                   | mezzoszoprán     |
| Lavarenne herceg, a királyné főudvarmestere         | tenor            |
| Carlo Belmonte, a királynő által száműzött tábornok | basszus          |
| Michele Gamautte, francia orvos                     | basszus          |
| Richárd, Glocester hercege                          | bariton          |
| Bellapunta, a királynő egyik tisztje                | tenor            |
| Orner, a királynő másik tisztje                     | tenor            |
| Edward, Margit és Henrik fia                        | néma szereplő    |

- Történik: 1470 körül Skóciában
- Játékidő: 92 perc (a későbbi, rövidített változat esetében, 62 perc)

## Az opera cselekménye

### I. Felvonás
Margit csapatai Bellapunta és Orner vezetésével a Skót-felföldön táboroznak egy folyó mentén. Richárd ellen készülődnek csatára, aki trónkövetelőként lépett fel királynőjük ellen. A katonák Anjou Margitra mondanak köszöntőt. Ezalatt álruhában megjelenik a táborban Carlo Belmonte is, aki Glocester herceg szolgálatába szegődött, miután elzavarta a királyné. Színrelép Margit királynő is, hogy fellelkesítse katonáit. Ezután Lavarenne herceg érkezik, akibe a királyné titkoltan szerelmes. Isaura, a herceg felesége, férje iránti aggodalmai miatt álruhában lép színre. Férfiruhába öltözve Eugenio néven mutatkozik be. Michele bemutatja a királynőnek, aki felfogadja, hogy legyen a kis Edward kísérője. Lavarenne tudja, hogy Margit szerelmes belé és számára sem volt teljesen közömbös az asszony, de közben találkozott Isaurával, szerelemre lobbant iránta és elvette feleségül. Ám minderről elfeledte értesíteni királynőjét. Ezért levelet ír, amiben mindent bevall. Ezt Eugenióra bízza, hogy adja át a királynőnek abban az esetben, ha ő elesne az ütközetben.
Mindeközben a Belmonte által titokban értesített csapotok körül vették a tábort. A királyné és emberei azonban minderről mit sem sejtenek: a trombita szót úgy értelmezik, hogy Sommserset herceg csapatai érkeztek meg, akik az ő oldalukon állnak. Belmonte az erdőbe veti magát, hogy értesítse Richárdot az ellenség erejéről. Michele is az erdőbe indul sétálni. Az ellenséges csapatok elfogják és úgy döntenek, hogy orvosként a saját maguk szolgálatába fogják állítani. Közben Lavrenne és Margit is erdei sétára indul. A királynő álöltözetben van,  az ellenség bekeríti, Belmonte rögtön felismeri, de félre vezeti Richárdot és igazolja a királyné szavait, miszerint ő csak egy egyszerű asszony a táborból. Az ellenség katonáit elküldi Margit felkeresésére.

### II. Felvonás
A királynő felkutatására tett erőfeszítések nem hozták meg a várt eredményt. Richárd dühöng, mert annak ellenére, hogy többszörös túl erőben vannak  királynő még mindig szabadon járkál. Belmonte Margitot egy közeli faluba vitte, ahol menedéket találhat az ellenség elől. Michelet is kiszabadul, Margithoz viszik, most mint szakács áll a szolgálatában és a látszat kedvéért a férjének állítják be a falusiak előtt. Isaura lép színre, aki felkutatva királynője hollétét eljött, hogy átadja neki Lavarenne herceg levelét. Felfedi személyazonosságát és bevallja, hogy csak férje iránti aggodalma miatt jött a harcok közepébe. A királyné csalódott szerelmében, de meghatotta az asszony szeretete és bátor viselkedése.
Ezután Richárd jelenik meg embereivel. Gyanús lett neki a szakács és mindenáron találkozni akar annak feleségével. Amikor az megjelenik, azonnal felismeri benne a királynőt. Tőrt ránt és le akarja szúrni, de szerencsére megjelenik Lavarenne francia zsoldosaival. Richárdnak ekkor jut eszébe, hogy Edwardot túszul ejtette. Azonban még őt magát elfogják és lefegyverzik Michelet kiszabadítja a trónörököst. A segítség idejében megérkezik, a királynő seregei győznek, Belmonte visszanyeri tisztségét, Lavrenne és Isaura pedig boldogan találnak újra egymásra.

## Az opera zenéje
A zenei megformálás a librettónak megfelelően hol patetikus (az I. felvonás fináléja), hol pedig játékos, könnyed hangvételű (többek között a címszereplő koloratúr áriáiban).  Az opera szerkezete félúton van az opera buffa és az opera seria klasszikus műfajai között: az érzelmes cavatina, a bravúros cabaletta vagy a hadaró ária éppolyan jól megfér egymással mint a feszes ritmikájú induló. Az egyes zeneszámokat recitativo köti össze, amelynek a continuom szólama csellóra és zongorára íródott. Két esetben is találkozunk a műben technikás, bravúrosan kivitelezett hegedűszólammal: a II. felvonás egyik fináléjában és együttesében.
Az elkövetkező évek során a szerző több változtatást is végre hajtott a darabon. Az első előadásokat Meyerbeer vezényelte, hol a tempó megjelöléseket, hol a kadenciákat módosítva. A partitúra későbbi nyomtatott kiadásaiban több eltérés is van a korábbiakhoz képest (többek között a korábban szólóként megkomponált részek esetenként együttesek lettek). Ezen változtatások többsége feltehetően szintén a zeneszerzőtől származott. Az operát 2003-ban rögzítették felvételen és tették hozzá férhetővé cd formátum formájában igen igényes előadásban. A 3 cd-hez mellékelt kísérőfüzet is igen részletes.